# Calliergidium amblyphyllum
Calliergidium amblyphyllum là một loài Rêu trong họ Amblystegiaceae. Loài này được (R.S. Williams) Grout mô tả khoa học đầu tiên năm 1929.